# Melicope littoralis
Melicope littoralis är en vinruteväxtart som först beskrevs av Stephan Ladislaus Endlicher, och fick sitt nu gällande namn av Thomas Gordon Hartley och Peter Shaw Green. Melicope littoralis ingår i släktet Melicope och familjen vinruteväxter. Inga underarter finns listade i Catalogue of Life.